# Elysium (альбом Pet Shop Boys)
Elysium (с англ. — «Элизиум») — одиннадцатый студийный альбом британской поп-группы Pet Shop Boys, вышедший в 2012 году.

## Обзор
...если бы мы были Джорджем Майклом, мы бы назвали альбом Deep, потому что он склонен называть вещи своими именами. Здесь глубина с точки зрения звука — много саб-баса — и с точки зрения тематики, методов её выражения. Я думаю, это самый красивый альбом Pet Shop Boys.Нил Теннант
Работа над новыми песнями началась в Берлине (Германия), в начале 2011 года; большая часть материала была написана в ходе концертного тура Take That «Progress Live». Альбом записан Нилом Теннантом и Крисом Лоу в Лос-Анджелесе в 2012 году в сотрудничестве с известным звукорежиссёром и продюсером Эндрю Доусоном. По окончании записи музыканты заявили, что «хотели записать этот альбом в другой обстановке. Несмотря на частые визиты, мы никогда не записывались в Лос-Анджелесе». Однако добавили, что сотрудничество с Доусоном помогло им записать «очень „свежий“ альбом».
Крис Лоу провёл параллель с альбомом 1990 года Behaviour.
Обложка альбома оформлена графическим дизайнером Марком Ферроу.
Первым синглом с альбома сначала была заявлена композиция «Invisible», однако 25 июня была анонсирована скорая премьера песни «Winner» (состоялась 2 июля). 18 августа сингл «Winner» попал в UK Singles Chart, но занял там лишь 86-ю строчку.
Трек «Ego Music» Pey Shop Boys прокомментировали так: «Это о современной поп-музыке. В наши дни она стала довольно эгоистичной. Слова песен превратились практически в дневники. Другими словами: слушатели больше не представляют, они просто слышат всё, как оно есть на самом деле. Многие строки из нашего трека — это просто прямые цитаты того, что звёзды говорят в своих интервью».

## Издания
Датой выхода альбома в свет должен был стать понедельник 17 сентября, но затем релиз был перенесён на более ранний срок. Уже 5 сентября альбом вышел в Японии, 7 сентября — в Германии, Австрии, Ирландии и Швейцарии, а также в Австралии и Новой Зеландии, 10 сентября — в странах Южной Америки, в Великобритании и Франции, а 11 сентября — в США и Канаде.
В японском издании альбома к 12-и трекам добавлен ещё один — песня «The Way Through the Woods», написанная Теннантом и Лоу на стихи Редьярда Киплинга. Версия альбома в формате двойного CD включает диск с инструментальными версиями песен.

## Отзывы критиков
Elysuim получил главным образом положительные отзывы критиков.
Саймон Прайс из The Independent on Sunday писал следующее: «Если у Elysium и есть слабые стороны, то это абсолютное отсутствие подавляющих диско-поп-монстров. Как только вы примете это и отдадитесь спокойной красоте синти-текстур Криса Лоу, вы быстро поймёте, что Нил Теннант на пике лирической формы». Ник Левайн (BBC Music) прокомментировал, что, «хотя это не настолько топовый альбом „Петов“ как Introspective 1988-го или Very 1993-го, это, возможно, самый тёплый, самый мудрый альбом Pet Shop Boys». Кевин Ричи (Now) описал альбом как «один из наиболее безмятежных и акустически последовательных работ» дуэта. Джон Кларк (Drowned In Sound) назвал Elysium «связной и сильной работой, которая может встать в один ряд с лучшими релизами [Pet Shop Boys]», а также «мудрым и понимающим почитанием жизни попзвезды».

## Список композиций
1. «Leaving» — 3:50
2. «Invisible» — 5:05
3. «Winner» — 3:50
4. «Your Early Stuff» — 2:33
5. «A Face Like That» — 5:07
6. «Breathing Space» — 5:11
7. «Ego Music» — 3:06
8. «Hold On» — 3:20
9. «Give It a Go» — 3:53
10. «Memory of the Future» — 4:32
11. «Everything Means Something» — 4:51
12. «Requiem In Denim and Leopardskin» — 5:49

| №   | Название                                   | Длительность |
| --- | ------------------------------------------ | ------------ |
| 1.  | «Vocal» (demo)                             |              |
| 2.  | «She Pops» (demo)                          |              |
| 3.  | «Inside»                                   |              |
| 4.  | «In Slow Motion» (demo)                    |              |
| 5.  | «Listening»                                |              |
| 6.  | «Hell»                                     |              |
| 7.  | «The Way Through the Woods» (long version) |              |
| 8.  | «I Started a Joke»                         |              |
| 9.  | «In His Imagination»                       |              |
| 10. | «Leaving» (Believe in PSB mix)             |              |
| 11. | «Leaving» (Side by Side remix)             |              |
| 12. | «Leaving» (Freedom remix)                  |              |
| 13. | «Memory of the Future» (New Single Mix)    |              |

## Высшие позиции в хит-парадах
| Чарт (2012)                         | Высшая позиция |
| ----------------------------------- | -------------- |
| Australian Albums Chart             | 50             |
| Austrian Albums Chart               | 20             |
| Belgian Albums Chart (Flanders)     | 44             |
| Belgian Albums Chart (Wallonia)     | 17             |
| Croatian International Albums Chart | 35             |
| Czech Albums Chart                  | 13             |
| Danish Albums Chart                 | 15             |
| Dutch Albums Chart                  | 28             |
| Finnish Albums Chart                | 21             |
| French Albums Chart                 | 49             |
| German Albums Chart                 | 7              |
| Greek Albums Chart                  | 27             |
| Irish Albums Chart                  | 23             |
| Italian Albums Chart                | 41             |
| Japanese Albums Chart               | 52             |
| Mexican Albums Chart                | 34             |
| Norwegian Albums Chart              | 30             |
| Scottish Albums Chart               | 15             |
| Spanish Albums Chart                | 10             |
| Swedish Albums Chart                | 12             |
| Swiss Albums Chart                  | 13             |
| UK Albums Chart                     | 9              |
| US Billboard 200                    | 44             |
| US Dance/Electronic Albums          | 2              |